# Oparzenie kwasem fluorowodorowym
Oparzenie kwasem fluorowodorowym – oparzenie chemiczne wywołane działaniem kwasu fluorowodorowego. W miejscu kontaktu ze skórą występuje znaczny ból, obrzęk, zaczerwienienie i pękanie skóry. Wdychanie oparów może spowodować obrzęk górnych dróg oddechowych i krwawienie. Do powikłań mogą należeć problemy z gospodarką wodno-elektrolitową, sercem, płucami, nerkami i układem nerwowym.
Ekspozycja następuje najczęściej w miejscu pracy. Przy stężeniach mniejszych niż 7% objawy mogą pojawić się dopiero po kilku godzinach, natomiast przy stężeniach większych niż 15% objawy pojawiają się niemal natychmiast. Diagnozę należy postawić na podstawie badań krwi w celu określenia stężenia wapnia, potasu i magnezu, a także na podstawie elektrokardiogramu.
Początkowe leczenie oparzenia polega na zdjęciu skażonej odzieży i umyciu narażonego miejsca dużą ilością wody przez co najmniej 30 minut.  Inne środki obejmują stosowanie kremu z glukonianem wapnia. Szacuje się, że rocznie notuje się około tysiąca przypadków oparzeń.  Większość osób dotkniętych tą dolegliwością to dorośli mężczyźni.